# Isla Beata
Isla Beata (eiland Beata) is een eiland in de Caribische Zee. Het behoort tot de Dominicaanse Republiek en maakt deel uit van het nationaal park Jaragua (1535,47km², IUCN-categorie II National Park). 

## Geografie
Beata ligt 7 km ten zuidwesten van Cabo Beata (Kaap Beata), het zuidelijkste punt van het eiland Hispaniola. Het heeft een oppervlakte van 27 km² en een driehoekige vorm. Het is vlak en er is geen menselijke bewoning.  
Het eiland is gescheiden van Kaap Beata op Hispaniola door canal Beata (kanaal Beata). Het breedste punt is ongeveer 7 km in het oosten en 8 km aan de westkant. Het kanaal heeft klippen op verschillende diepte van maximaal 3 vadem (5,5 m) en beperkte de route naar het Noorden. In het zuiden is Isla Beata gescheiden van het eiland Alto Velo door het kanaal Alto Velo; de afstand tussen de twee eilanden is ongeveer 11-12 km.
Het terrein van het eiland kan worden onderverdeeld in drie types:
1. Arenoso. In het westelijk deel van het eiland zijn er kleine zanderige baaien. De langste stranden zijn gelegen in het noorden, waar dag en nacht een sterke wind waait.
2. Caliza in diente de perro (hondentand) heeft zwaar geërodeerd kalksteen en is moeilijk te betreden.
3. Moeras met mangroves.

## Natuur
Er leeft een zeer grote slak, de roze vleugelhoorn (Strombus gigas), en zeeschildpadden, krabben en kreeften. Deze soorten verdwijnen van het eiland door de jacht op deze dieren. Nu woont er een kleine kolonie van wilde geiten. In 2001 werd op dit eiland een soort gekko (Sphaerodactylus ariasae) ontdekt die endemisch is in het nationale park Jaragua, en wordt beschouwd als een van de twee kleinste reptielen in de wereld (16 mm).
De kalkstenen ondergrond met karstvormen hebben ertoe geleid dat veel grotten, spelonken en afgronden ontstonden. Een grot is belangrijk als leefgebied voor vleermuizen, en voor paleontologische gegevens is de Cueva de Durán Espinal (Grot van Duran Espinal) bijzonder. Het ligt ongeveer 2 km van Boca Puente en ongeveer 40 meter hoog, groeiend naar het westen. Andere grotten en schuilplaatsen in de rotsen zijn te vinden in de kliffen van de zuid-en zuidwestkust van het eiland, maar vanwege de moeilijke toegang zijn deze tot dusver niet onderzocht.

## Geschiedenis
Isla Beata is, net als de eilanden Alto Velo en Los Frailes, ontdekt door Christoffel Columbus tijdens zijn tweede reis, eind augustus 1494, hoewel hij het eiland tijdens die reis niet aandeed. 
Tijdens zijn derde reis in 1498 zeilde Columbus van het Isla Margarita bij de Venezolaanse kust naar Hispaniola, maar de stroming duwde hem naar Beata, waar hij op 19 augustus aankwam. Volgens Bartolomé de las Casas kwam Columbus  bij het "kleine eiland dat 'Madama Beata' werd genoemd" en ernaast is een kleinere dat van ver is te zien; hij noemde het 'Alto Velo'".
Tijdens zijn vierde en laatste reis, in 1504, koos Columbus vanaf Jamaica weer de route via Beata. Vermoedelijke verblijfduur was tussen de 35 en 40 dagen, wachtend op gunstige wind voor Kaap Mongo. In een brief schreef hij: "Van Beata, waar de wind mij met geweld doet stoppen, vandaag zaterdag 3 augustus."
Vervolgens werd het eiland Beata een strategische locatie voor schepen. Het was het meest zuidelijke punt, en daarmee een vast baken in de routes naar Jamaica en het vasteland.
Op Isla Beata werd Spaans vee gehouden voor bevoorrading van de maritieme expedities op weg naar de nieuwe wereld. Deze runderen waren kastanjebruin, tot laat in de 18e eeuw. Door deze omstandigheden, samen met haar strategische ligging, maakte Beata heel wat schermutselingen mee. Schepen uit Santo Domingo op hun Caribische routes werden aangevallen door piraten en kapers, die hun belangrijkste basis op het eiland Tortuga en in Haïti hadden.
In 1870 verleende de staat een concessie voor 50 jaar aan kolonel Telesforo Volta, die zich daar had gevestigd voor de zouthandel, waarvan hij 5% van de winst aan de staat moest afdragen.
Bestuurlijk is Isla Beata nu een gehucht (paraje) van de gemeente Pedernales in de gelijknamige provincie.